# Día Mundial del Transporte Sostenible
El Día Mundial del Transporte Sostenible  es una celebración anual que tiene lugar el 26 de noviembre desde 2023, instaurada por la Asamblea General de las Naciones Unidas en ese mismo año.

## Proclamación
El Día Mundial del Transporte Sostenible fue proclamado por la Asamblea General de las Naciones Unidas el 16 de mayo de 2023, en respuesta a la creciente necesidad de abordar los desafíos del transporte en relación con el cambio climático y el desarrollo sostenible. La proclamación se llevó a cabo para subrayar la importancia de sistemas de transporte seguros, asequibles, accesibles y sostenibles, que no solo apoyen el crecimiento económico, sino que también mejoren el bienestar social, fomenten la cooperación internacional y promuevan la conectividad global. El objetivo principal de este día es destacar la función crítica del transporte sostenible en la reducción de las emisiones de gases de efecto invernadero, la minimización del impacto ambiental y la promoción de un desarrollo más inclusivo y resiliente.

## Celebración
Se celebra el 26 de noviembre y la primera celebración oficial tuvo lugar en 2023. Desde entonces se realizan eventos educativos y actividades destinadas a aumentar la conciencia sobre la importancia del transporte sostenible. Estas actividades incluyen conferencias, seminarios, campañas de sensibilización y la promoción de iniciativas que fomenten el uso de medios de transporte más limpios y ecológicos, como los vehículos eléctricos, el transporte público eficiente y la infraestructura para bicicletas. El día también sirve para incentivar a los gobiernos, las empresas y la sociedad civil a colaborar en la creación de un sistema de transporte que sea respetuoso con el medio ambiente, inclusivo y seguro para todos.